# Turjanski
Turjanski falu Horvátországban Lika-Zengg megyében. Közigazgatásilag Vrhovinéhez tartozik.

## Fekvése
Otocsántól légvonalban 24 km-re, közúton 28 km-re, községközpontjától 12 km-re délkeletre az Otocsánból Korenicára vezető 52-es számú főúttól délre fekszik.

## Története
A falu területe a horvát királyok idejében a legősibb horvát megyéhez, Gackához tartozott. A 13. század végétől a Frangepánok uralma alá került. 1449-ben a család birtokainak megosztásakor ezt a területet Frangepán Zsigmond kapta. A falu lakói a 17. században a török által elfoglalt területekről betelepített pravoszláv vallású vlachok leszármazottai, akik 1800 után szerbeknek nyilatkoztatták ki magukat. A letelepítés fejében a török elleni harcokban katonai szolgálatot láttak el, az otocsáni határőrezredhez tartoztak. Templomukat középkori eredetűnek tartják, melyet a bevándorlás után már pravoszláv templomként újítottak meg. A katonai határőrvidék megszüntetése után a nagy területű Vrhovine község része lett, melyhez a Plitvicei-tavak vidéke is hozzá tartozott. A falunak 1857-ben 857, 1910-ben 978 lakosa volt. A trianoni békeszerződésig Lika-Korbava vármegye Otocsáni járásához tartozott. Ezt követően előbb a Szerb-Horvát-Szlovén Királyság, majd Jugoszlávia része lett. 1991-ben alakult meg újra az önálló Vrhovine község, melynek szerb lakossága még ez évben a Krajinai Szerb Köztársasághoz csatlakozott. A horvát hadsereg 1995. augusztus 6-án a Vihar hadművelet keretében foglalta vissza a község területét, melynek szerb lakói nagyrészt elmenekültek. A falunak 2011-ben 111 lakosa volt.

## Lakosság
| Lakosság változása | Lakosság változása | Lakosság változása | Lakosság változása | Lakosság változása | Lakosság változása | Lakosság változása | Lakosság változása | Lakosság változása | Lakosság változása | Lakosság változása | Lakosság változása | Lakosság változása | Lakosság változása | Lakosság változása | Lakosság változása |
| ------------------ | ------------------ | ------------------ | ------------------ | ------------------ | ------------------ | ------------------ | ------------------ | ------------------ | ------------------ | ------------------ | ------------------ | ------------------ | ------------------ | ------------------ | ------------------ |
| 1857               | 1869               | 1880               | 1890               | 1900               | 1910               | 1921               | 1931               | 1948               | 1953               | 1961               | 1971               | 1981               | 1991               | 2001               | 2011               |
| 857                | 860                | 838                | 1.021              | 1.123              | 978                | 1.056              | 989                | 570                | 565                | 543                | 428                | 342                | 269                | 82                 | 111                |

## Nevezetességei
- A Legszentebb Istenanya Mennybemenetele tiszteletére szentelt szerb pravoszláv temploma egy domb tetején áll. A szerb betelepülés után, valószínűleg a 18. század második felében épült. Harangtornyában eredetileg két harang volt. A templom a második világháborúban nem károsodott, de a háború után a karbantartás hiánya miatt állapota egyre romlott. A nyitott templomban szabadon járt a szél, amely megbontotta a tetőt. Egy idő után a gerendák beszakadtak és az épület tető nélkül maradt. A toronyban maradt egyetlen harangja 1955 körül tűnt el. A templom ma is tető nélkül, csupasz falakkal áll. A Gornje Vrhovinei parókiához tartozik.
- A falu területén két régi várrom is található, a templom feletti Turan és Bacenovac romjai. A Turjanski és Trnavac között található Bacenovacot Kulinának is nevezik. Ennek már csak a föld felszínén még kivehető kontúrjai láthatók. Turan a középkori Korbava harmadik legnagyobb vára volt. Romjai a templom feletti Trojangradnak nevezett helyen találhatók.